# Serra de Curull
La Serra de Curull és una serra situada al municipi de Sant Pere de Torelló (Osona), amb una elevació màxima de 1.361,3 metres.